# Eriphus bisignatus
Eriphus bisignatus är en skalbaggsart som först beskrevs av Ernst Friedrich Germar 1824.  Eriphus bisignatus ingår i släktet Eriphus och familjen långhorningar. Inga underarter finns listade i Catalogue of Life.